# Murawy w Mielniku
Murawy w Mielniku este o arie protejată (sit de importanță comunitară — SCI) din Polonia întinsă pe o suprafață de 99,01 ha, integral pe uscat.

## Localizare
Centrul sitului Murawy w Mielniku este situat la coordonatele 52°20′21″N 23°00′58″E / 52.3393°N 23.0162°E.

## Înființare
Situl Murawy w Mielniku a fost declarat sit de importanță comunitară în iunie 2022 pentru a proteja un număr necunoscut de specii din flora spontană și fauna sălbatică aflate în arealul zonei.

## Biodiversitate
Situată în ecoregiunea continentală, aria protejată conține 1 habitat natural: Pajiști uscate seminaturale și facies de acoperire cu tufișuri pe substraturi calcaroase (Festuco-Brometalia) (* situri importante pentru orhidee).
La baza desemnării sitului se află un număr nedeclarat de specii protejate.